# 국제항만대로
국제항만대로는 인천광역시 연수구 송도동에 있는 인천광역시도로, 총 연장은 4.362 km이다. 도로의 명칭이 유래된 것은 국제여객터미널, 크루즈터미널 조성 등 지역특성을 반영했기 때문이다.

## 역사
- 2018년 4월 13일 : 도로명으로 국제항만대로를 고시

## 주요 경유지
- 연수구
  - 송도동

## 접촉하는 도로
- 아암대로 (국도 제77호선, 국가지원지방도 제84호선, 국가지원지방도 제98호선, 인천광역시도 제4호선)
- 한나루로 (직결 예정, 인천광역시도 제15호선)
- 센트럴로 (인천광역시도 제11호선)
- 아카데미로 (인천광역시도 제3호선)

## 주요 건물 및 시설
- 인천항 크루즈터미널 등대 (국제항만대로 437/송도동 0)
- 인천항 크루즈터미널 (국제항만대로 438/송도동 300-16)